# Napomyza curvipes
Napomyza curvipes är en tvåvingeart som beskrevs av Zlobin 1993. Napomyza curvipes ingår i släktet Napomyza och familjen minerarflugor. Inga underarter finns listade i Catalogue of Life.